# 西鄉村
西鄉村（日语：／ Nishigō mura */?）是位于福島縣中通南部，西白河郡的一村。